# Harold Furth
Harold P. Furth (13 janvier 1930 - 21 février 2002) est un physicien autrichien et américain.

## Biographie
Né à Vienne, il émigre aux États-Unis en 1941. Il sort diplômé de l'Université d'Harvard en 1951 puis reçoit un doctorat en 1960. Il travaille ensuite au Lawrence Livermore National Laboratory pendant plusieurs années avant de rejoindre le Princeton Plasma Physics Laboratory (PPPL) où il passe le reste de sa carrière à étudier la physique des plasmas et la fusion nucléaire. Il est également professeur d'astrophysique à l'Université de Princeton.
À la fin des années 1960 il contribue à d'importants travaux théoriques sur la dynamique d'instabilités magnétohydrodynamiques dans des plasmas légèrement résistifs.
En 1981, il devient directeur du PPPL qu'il dirige jusqu'en 1990. Il réalise des expériences de fusion sur le plus gros tokamak du pays, le Tokamak Fusion Test Reactor (TFTR).
Il est membre de la National Academy of Sciences. Il meurt d'une crise cardiaque à 72 ans.